# 安田好弘
安田 好弘（やすだ よしひろ、1947年12月4日 - ）は、日本の弁護士（登録番号:16969）である。第二東京弁護士会所属。

## 人物
兵庫県生まれ。一橋大学法学部卒業。大学時代には全学共闘会議運動の活動家として活動し、弱者保護を主張。弁護士となったのちは、月に1度しか家に帰らず、事務所で寝泊まりしながら仕事をすることもある。
死刑が求刑された事件の刑事弁護を数多く担当し、死刑判決を幾つか回避させてきた経歴を持つ。死刑廃止論者。また、大手マスメディア、テレビなどの出演依頼はほとんど断るマスメディア嫌いとしても知られる。

## 経歴
- 1975年 - 一橋大学法学部卒業
- 1977年 - 29歳で旧司法試験合格
- 1980年 - 司法修習32期修了し弁護士に。
- 1998年 - 12月、「旧住宅金融債権管理機構の債権回収を逃れるため、顧問をしていた企業の資産隠しを指示した」容疑で強制執行妨害の容疑で警視庁により逮捕[3]。
- 1999年 - 死刑廃止運動への貢献が認められ、多田謡子反権力人権賞受賞[4]
- 2011年 - 12月、安田事件で最高裁で50万円の罰金刑が確定[3]。

## 担当事件

### 刑事事件
新宿クリスマスツリー爆弾事件、仙台米軍通信施設爆破事件
1980年より、被告人の弁護人に選任される。判決は無期懲役。
埼玉県宮代町母子殺人放火事件
1980年より、被告人ら（兄弟）の弁護人に選任される。求刑通り兄は死刑、弟は無期懲役。
新宿西口バス放火事件
1980年より、被告人（男性）の弁護人に選任される。死刑が求刑されたが、判決は無期懲役。被告人は1997年に自殺。
グラントハイツ強盗予備・致死事件
1982年より、被告人の弁護人に選任される。
北海道庁爆破事件
1983年より、被告人・大森勝久の弁護人に選任される。判決は求刑通り死刑であり、判決確定後、再審請求するも棄却。
宇都宮病院事件
1984年より、リンチ殺人の被告人とされた宇都宮病院の院長及び看護師ら5名の弁護人に選任される。
司ちゃん誘拐殺人事件
控訴審（東京高裁）にて、被告人（第一審・甲府地裁で死刑判決）の弁護人に選任される。1985年3月20日に無期懲役（原判決を破棄自判）の控訴審判決が言い渡され、確定している。
名古屋女子大生誘拐殺人事件
第一審（名古屋地裁）および控訴審（名古屋高裁）で死刑判決を受け、最高裁に上告していた被告人・木村修治の私選弁護人を担当。木村の支援者たちから、司ちゃん事件における実績を買われて弁護を依頼された。安田自身も同事件については「視点がほんのわずかでも変われば、十分無期懲役になる」と考えていたが、最終的には上告審でも死刑判決が支持され、確定。死刑囚（死刑確定者）となった木村は1995年12月21日、名古屋拘置所で死刑を執行されている。
ドバイ日航機ハイジャック事件・ダッカ日航機ハイジャック事件
1987年より、被告人・丸岡修の弁護人に選任される。判決は無期懲役。
山岳ベース事件・あさま山荘事件
1990年代、被告人・坂口弘の弁護人に選任される。
名古屋アベック殺人事件
1992年より、第一審で死刑判決を受けて控訴していた主犯格の被告人（事件当時は19歳の少年）の弁護人に選任される。1996年12月、控訴審で無期懲役の判決（原判決を破棄自判）を言い渡され、確定。
市川一家4人殺害事件
2001年、一・二審で死刑判決を受けていた被告人（事件当時は19歳の少年）の弁護人に選任される。死刑確定後も再審請求を行っていたが、2017年12月19日に死刑執行。
オウム真理教事件
1995年より、被告人であるオウム真理教教祖・麻原彰晃（本名：松本智津夫）の国選弁護人として選任されるが、強制執行妨害の被疑事実で逮捕され（安田事件）、国選弁護人を解任される。その後、私選弁護人として選任され、主任弁護人を務める。2006年9月15日、最高裁は特別抗告を棄却し、原判決の死刑判決が確定した。
和歌山カレー事件
2003年より、被告人・林真須美を控訴審から弁護。林真須美被告人と手紙を交換していた三浦和義が、安田に弁護を頼み込んだとされる。
耐震強度偽装事件
2006年より、被告人であるヒューザー元代表取締役小嶋進の弁護人に選任される。
光市母子殺害事件
2008年より、上告審から弁護人に選任される。上告審において、原審（控訴審）の無期懲役判決が破棄され、原裁判所（広島高裁）に差戻された。差戻後の広島高裁は死刑判決を下した。
陸山会事件
2010年1月、石川知裕衆議院議員逮捕後の弁護人となる。
工藤會による市民襲撃事件（北九州元漁協組合長射殺事件など）
2023年9月から福岡高裁で開かれた控訴審で、第一審で死刑を言い渡された野村悟らの弁護人を担当。控訴審判決では第一審で野村が関与したとされた組合長への殺人が無罪とされ、他の事件と合わせて無期懲役の判決が言い渡された。

### 民事事件
アイヌ肖像権裁判
1985年より、原告代理人。

## オウム真理教事件
1995年10月26日に予定されていた初公判が横山昭二弁護人の突然の解任で取り消しになった後、弁護士会より国選弁護人就任を依頼され、初めて松本智津夫に接見。松本は開口一番「あなたをお待ちしていました。あなたの名前は聞いていました」といったという。その後、月に5-10回の頻度で接見を続ける。
1995年暮れ、麻原は安田に向かい、「どうすれば、私の真実を明らかにできますか」と問うたのに対し、安田は「法廷でみんなが見ている前で、空中浮揚をやってはどうでしょうか」と提案する。「法廷でやってみせれば、僕たち弁護人も納得するし、検察官、裁判官は腰を抜かして逃げてくと思うよ」と話すと、麻原は、「やってみます」と言い、1996年4月の初公判に向けて、警視庁の留置場や東京拘置所中で、『空中浮揚』の修行を重ねていたという。また、「当時麻原の好物は検察発表により高級品のメロンと報道されていたが、麻原は「メロンなどここ2-3年口にしていない。本当の好物はバナナなのに」と話した。麻原は接見中に、「2003年に、アメリカが日本や世界に向けて最終の宗教戦争を引き起こす」と言い出したことがあり、「自分は時間と空間を超えることができる。2003年の広島に飛んだところ、焼け野原になっていた。通りがかりの人に聞くとアメリカが原爆を落としたと広島弁で話した。これは、予言ではない、現実に行って見聞してきたことだ」と安田に向かって話した。また、接見中に停電があり、真っ暗となった際に麻原は何も気づかずに話し続けたことから、目が見えないのは本当だと思ったという。

## 強制執行妨害事件（安田事件）
オウム事件で麻原彰晃の国選弁護人を務めていた最中の1998年12月5日、オウム事件とは全く無関係の強制執行妨害の容疑で逮捕。10か月間の拘束で東京地裁は安田を松本被告の国選弁護人から解任、その後も私選弁護人として主任弁護人にとどまったものの、事実上、麻原の弁護活動はできなかった。この事件では、2003年12月に東京地裁は無罪、2審では有罪となり、2011年12月、最高裁で50万円の罰金刑が確定している。
安田は、1993年3月から1996年9月までの間に任意整理を受任した不動産会社「スンーズコーポレーション東京リミテッド」の代表取締役（懲役1年6月執行猶予3年確定）らと共謀し、差押えの強制執行を逃れることを目的として、同社が所有する賃貸ビル2棟のテナントから、賃貸料名目で休眠会社への約2億円の口座振込みを指示して、当然差押え執行がなされるべき財産を隠匿したとする強制執行妨害の被疑事実により逮捕され、約10ヶ月間勾留された後に、右被疑事実を公訴事実として起訴された。この事件は俗に「安田事件」と呼ばれることもある。
この事件は、松本被告の裁判が検察側の主張通りに進まない中で起きたことから、麻原の弁護団（渡辺脩団長）が強く抗議し、土屋公献日弁連会長の呼びかけもあり、1000人以上の弁護団が結成された。安田の逮捕・勾留に際しては、全国から安田の弁護をしようという弁護士が集い、約1200人が弁護人となった。約3000名が抗議デモを行い、日本弁護士連合会やアムネスティ・インターナショナルなどの団体から、警察やマスメディアに対し抗議声明が発表された。
第1審において、安田に対して懲役2年が求刑されたが、2003年12月24日、東京地裁は、検察側の主張を退け、安田の不動産会社への助言に違法性はなかったとし、無罪判決をしたため、検察側は控訴した。
控訴審においては、約2100人の弁護士が弁護人となった。審理において、検察側は、安田は賃料収入を債権者に差押えられぬよう確保することを不動産会社社長と共謀しており、強制執行妨害罪が成立するとして無罪判決の破棄を求めた。これに対し被告人である安田側は、控訴審で検察側は新証拠を一切提出しておらず、安田は違法性のない会社再建構想を示しただけであるから、原審が示した無罪判決は正当であるとして、控訴棄却を求めた。
2008年4月23日、東京高裁（池田耕平裁判長）は、安田の強制執行妨害共謀を認めたが、最終決定は会社側にあり安田は幇助罪にとどまるとし、第1審（東京地裁）の無罪判決を破棄して、罰金50万円の逆転有罪判決を下した。これに対し、東京高等検察庁の次席検事である鈴木和宏は記者会見を開き、有罪となったことは評価できるものの、罰金刑にとどまった点が遺憾であるとの見解を示した。
2011年12月6日、最高裁第三小法廷（那須弘平裁判長）は6日付で検察側、被告側双方の上告を棄却する決定をした。これにより一審無罪判決を破棄し、幇助の成立を認めて罰金50万円の逆転有罪とした東京高裁判決が確定した。安田は最高裁の判決後に、自分は無実で検察が証拠を捏造しており、判決は「検察のメンツを立てつつ、私の弁護士資格を奪わない罰金刑で一件落着にするという壮大な妥協」であるとコメントしている。

## 光市母子殺害事件
1999年4月14日発生の光市母子殺害事件で安田は、足立修一とともに上告審における被告人の弁護士を担当（安田が主任弁護人）することになった。
安田らは、弁護人選任前に指定されていた第1回公判期日について、事前に、最高裁に対して、日弁連が開催する裁判員裁判による模擬裁判のリハーサルがあることなどを理由として、公判期日の変更を求めた。しかし最高裁がこれを拒んだため、欠席する旨を事前に伝えたが、最高裁は、2006年3月、指定した通りの日時において、第1回公判手続を行った。
また、後述する控訴審での主張等も含め、安田らの弁護手法が大きな波紋と批判を呼び、マスコミでは「ドタキャン」と報道された。次の期日指定（2006年4月）では出頭在廷命令が初適用された。
2006年6月20日に、控訴審判決（広島高裁）が破棄され、原裁判所（広島高裁）へ差し戻された。
2007年5月24日、広島高裁で差し戻しの控訴審が開始され、被告人側の第1審・第2審の主張とは180度異なった傷害致死の主張を展開したが、2008年4月22日の判決公判の判決理由において安田らが展開した主張は全て否定され、死刑判決が下された。

### 差戻し審における安田弁護士の主張
1. 母子殺害は計画的では無かった 
母親の殺害について
被告人は思春期に母親の自殺を目撃しており、母親に甘えたい気持ちから被害者女性に抱きついたところ、大声を出されたので口をふさいだ。しかし手がずれ込んでしまい、首が締まり女性を死に至らしめてしまった。これは今の日本の法律では傷害致死にあたる。犯行の際に水道屋の格好をしたのはままごと遊びの一環であり犯行に計画性はない。
母親の屍姦について
その後少年が母親の死体に性的行為を行った件については、相手がすでに死んだ後に行っているので強姦罪には当たらない。性行為は被害者の生命を救うための魔術的な儀式であり被告人は精子が人間を復活させると信じていた[注釈 1]。
赤ん坊の殺害について
赤ん坊を床に叩きつけたのは、本人の意図としては赤ん坊を泣き止ませる為。赤ん坊を泣き止ませようと、首にちょうちょ結びをした所、きつく締まり過ぎてしまい、赤ん坊は死んでしまった。これも傷害致死にあたる。
被告人の責任能力について
被告人は精神の発達が遅れており、その精神年齢は12歳程度である。
2. 被害者遺族の本村洋について
遺族の上京が無駄足になったのは申し訳なかったが、被告人の弁護士である以上、裁判というものを、犯罪者を死刑台に送る形だけの儀式にしてはいけない。「法廷は被害者と加害者が対決し、刺しあう場所ではない。」
3. 公判期日欠席について
安田弁護士への弁論依頼の意向を二審の弁護人が2005年12月に最高裁に伝えた段階で、通常であれば三者協議で公判期日を決めるはずであるのに、一方的に指定された。安田は、2006年2月下旬、被告人と初めて接見して、被告人の主張が事件記録上の主張とは異なることに気づいて受任し、第1回公判期日の3ヵ月の延期を要望したものの、受け入れられなかった。4月の公判期日では、次の公判期日を指定しての公判期日続行を訴えたが、受け入れられなかった。[13]

## 批判
光市母子殺害事件の上告審口頭弁論公判を欠席したことについて、遺族が安田と足立修一の懲戒請求を申請した。このことがマスコミで大きく報道され、弁護士としての姿勢が非難された。
死刑求刑裁判となっている凶悪事件の刑事裁判での弁護を数多く担当してきた。これに関し、安田は「死刑廃止を法廷で考えているとしたら弁護士失格だ。法廷は事実を争う場であって、政策や思想の場ではない」と否定している。

## 映画『死刑弁護人』
安田好弘を扱ったドキュメンタリー映画『死刑弁護人』が2012年6月30日に劇場公開された。元々は2011年10月9日深夜24時45分から東海テレビ放送で放送された同タイトルのテレビ番組。芸術選奨文部科学大臣賞（放送部門）を受賞。
スタッフ
- ナレーション：山本太郎
- 監督：齊藤潤一
- プロデューサー：阿武野勝彦
- 音楽：村井秀清
- 音楽プロデューサー：岡田こずえ
- 撮影：岩井彰彦
- 編集：山本哲二